# Sonia I. Seneviratne
Sonia Isabelle Seneviratne (Lausanne, 5 juni 1974) is een Zwitserse klimaatwetenschapper en hoogleraar aan het Institute for Atmospheric and Climate Science van de ETH Zürich. Ze is gespecialiseerd in extreme weersomstandigheden.

## Biografie
Sonia Seneviratne studeerde biologie aan de Universiteit van Lausanne en milieuwetenschappen aan de ETH Zürich. In 2002 promoveerde ze aan de ETH Zürich in het vakgebied atmosferische en klimaatwetenschap. 
Ze werkte als postdoctoraal onderzoeker bij de National Aeronautics and Space Administration (NASA). Sinds 2007 is ze hoogleraar aan het Instituut voor atmosferische en klimaatwetenschappen van de ETH Zürich.
Prof. Seneviratne is lid van het Intergovernmental Panel on Climate Change (IPCC). Zij was een hoofdauteur van het speciale rapport van het IPCC over de opwarming van de aarde tot 1,5ºC (SR15, 2018), en een coördinerende hoofdauteur van het zesde rapport (AR6, 2021). 

## Erkenning
Prof. Seneviratne werd opgenomen in de lijst van de meest geciteerde moderne wetenschappers van Thomson Reuters uit 2015. Ze was de hoofdauteur van een  artikel in Nature Climate Change waarin werd aangetoond dat de stijging van extreme temperaturen onverminderd aanhield van 1997 tot 2012.
In 2013 ontving ze een prijs van de American Geophysical Union, en in 2014 verwierf ze een onderzoekstoelage van de Europese onderzoeksraad.